# كندريك لويس
كندريك لويس (بالإنجليزية: Kendrick Lewis)‏ هو لاعب كرة قدم أمريكية أمريكي، ولد في 16 يونيو 1988 في نيو أورلينز في الولايات المتحدة.

## وصلات خارجية
- كندريك لويس على موقع مرجع كرة القدم المحترفة.كوم (الإنجليزية)